# Jarrea

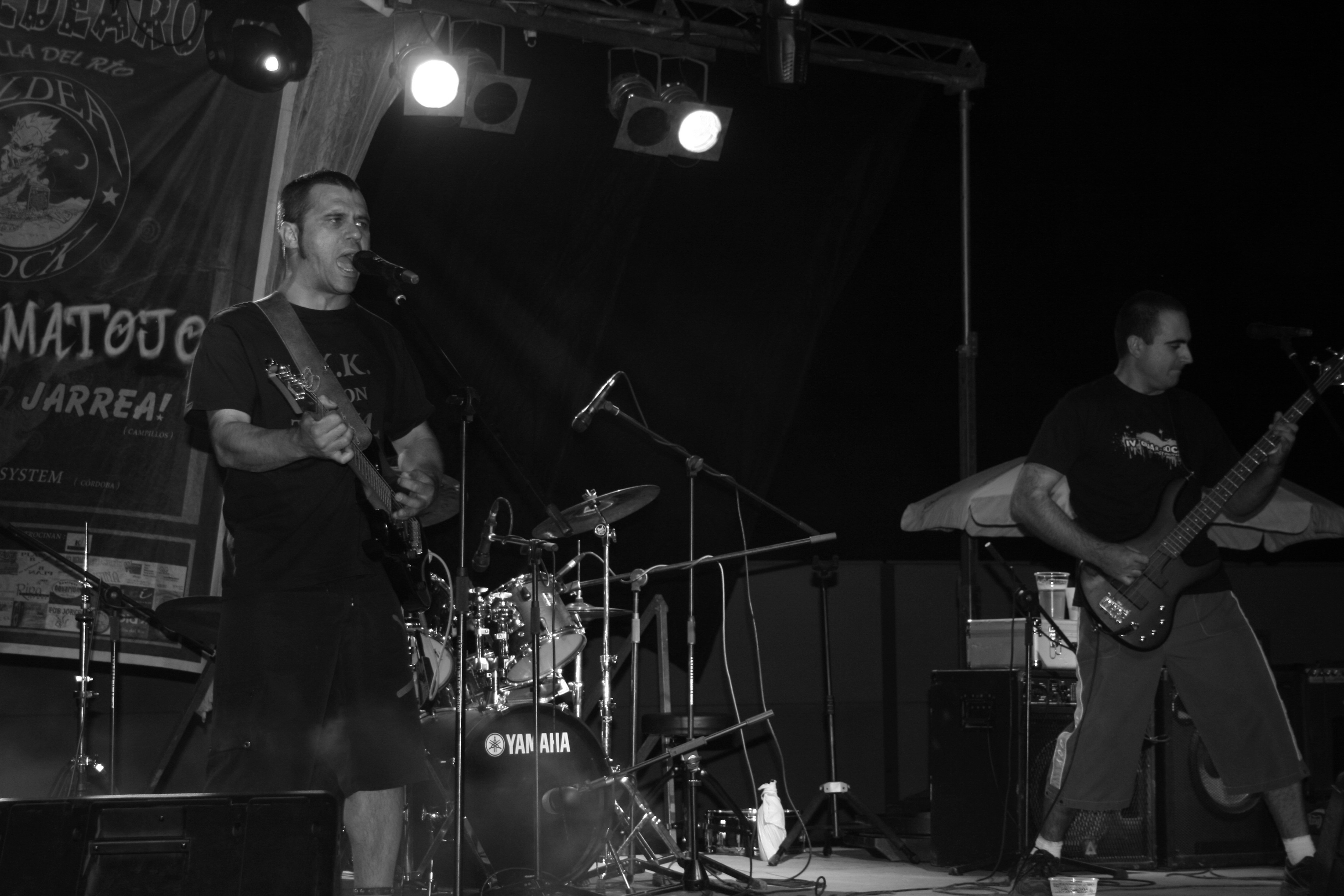
Jarrea.

Jarrea är ett spanskt punkband, startat år 2004, i Málaga (Andalusien), efter upplösningen av två band, DAF och LLama Fuerte. Efter att ha spelat in sina första låtar lyckas de få spelningar i många städer i Andalusien, men det blir inte förrän år 2008 när de släpper sin första skiva på elva låtar, vid namn Taberníkolas (som finns att ladda ner gratis på bandets webbplats). Under år 2009 bestämmer bandet sig för att lägga av på grund av en av medlemmarnas yrkesproblem. Efter lite mer än ett år (juni 2010), återförenades bandet igen, eftersom Alfredo (sångaren) inte kunde sluta att skriva låtar, och har även spelat in en soloskiva: Desde las Entrañas. Bandets musikstil är en typ av punkrock som blandar även in ska mellan varven.

## Medlemmar
- Alfredo - guitarr och sång
- Francisco "Frankli" - bas
- Pedro "Peri" - trummor

## Diskografi
- Taberníkolas - 2008
- Ratas de Lokal - 2013